# Infulatartessus morobensis
Infulatartessus morobensis är en insektsart som beskrevs av Evans 1981. Infulatartessus morobensis ingår i släktet Infulatartessus och familjen dvärgstritar. Inga underarter finns listade i Catalogue of Life.